# Havránka (usedlost)
Havránka je zaniklá viniční usedlost v Praze 7-Troji v ulici Pod Havránkou.

## Historie
Původně zde býval poddanský grunt, jehož držitelem byl Martin Havránek. Roku 1605 grunt od Havránka koupil na císařský rozkaz prezident královské komory Štěpán Jiří ze Šternberka (1570–1625), postoupil jej darem Alžbětě z Lobkovic a zároveň byli Havránek s manželkou Zuzanou propuštění z poddanství. Na pozemcích gruntu byly postupně zakládány vinice. Dvě menší vinice obklopovaly ze západu a z východu také usedlost, stavbu na půdorysu písmene Z umístěnou v klínu mezi potoky, z nichž potok na východní straně vytékal z oblasti Haltýře a Pusté vinice.
Usedlost byla zbořena v 90. letech 19. století, stará vinice Havránka zanikla v 1. polovině 20. století.

## Vila Havránka
Roku 1892 byla poblíž původního dvora postavena novorenesanční vila č.p. 134 se dvěma štíty a bohatou fasádou. Bývá označována jako Vila Havránka. Roku 1903 vilu koupil básník a spisovatel Svatopluk Čech, který ji užíval až do své smrti roku 1908 jako letní byt. V roce 1923 mu zde byla odhalena bronzová pamětní deska.

## Vila č.p. 31
Jižně od Vily Havránka byl v roce 1900 postaven dům č.p. 31, nesoucí tedy stejné číslo popisné jako původní usedlost. Dům byl zbořen v nultých letech 21. století a nahrazen novostavbou, která byla dokončena v roce 2007. Ta bývá označována jako Vila Anthony Dennyho, když jejím stavebníkem byl australský podnikatel Anthony James Denny, zakladatel autobazarů AAA Auto. Vila je od rok 2017 na prodej, v roce 2023 byla její cena, včetně okolního pozemku o rozloze 9800 m2, odhadována na 390 mil. Kč a byla označena za nejdražší dům v České republice.